# Compte rémunéré
Un compte rémunéré est un compte à vue ouvert dans une banque sur lequel le solde est rémunéré à un taux fixé par cette dernière. Le compte rémunéré ne doit pas être confondu avec le livret épargne.
Cette rémunération des liquidités est généralement liée, en contrepartie, à la souscription de services payants.

## Description
La législation française a officiellement autorisé la rémunération des dépôts à vue en France depuis le 16 mars 2005.
La grande différence avec le livret épargne réside dans le fait que les intérêts sont calculés quotidiennement sur un compte rémunéré, alors que pour les livrets épargne les intérêts sont calculés par quinzaine.
Les intérêts ainsi générés sont généralement versés une fois par mois ou par trimestre (au lieu d’annuellement pour les livrets).

## Fiscalité des intérêts
Le contribuable a le choix entre l’impôt au barème progressif ou le prélèvement libératoire.